# Peter Sutton
Peter Joseph Sutton (Adelaide, 22 novembre 1931 – 9 novembre 1985) è stato un cestista australiano.

## Carriera
Con l'Australia ha disputato le Olimpiadi del 1956, segnando 11 punti in 7 partite.